# Cephaloziopsis
Cephaloziopsis là một chi rêu trong họ Cephaloziellaceae.